# BYD Yuan

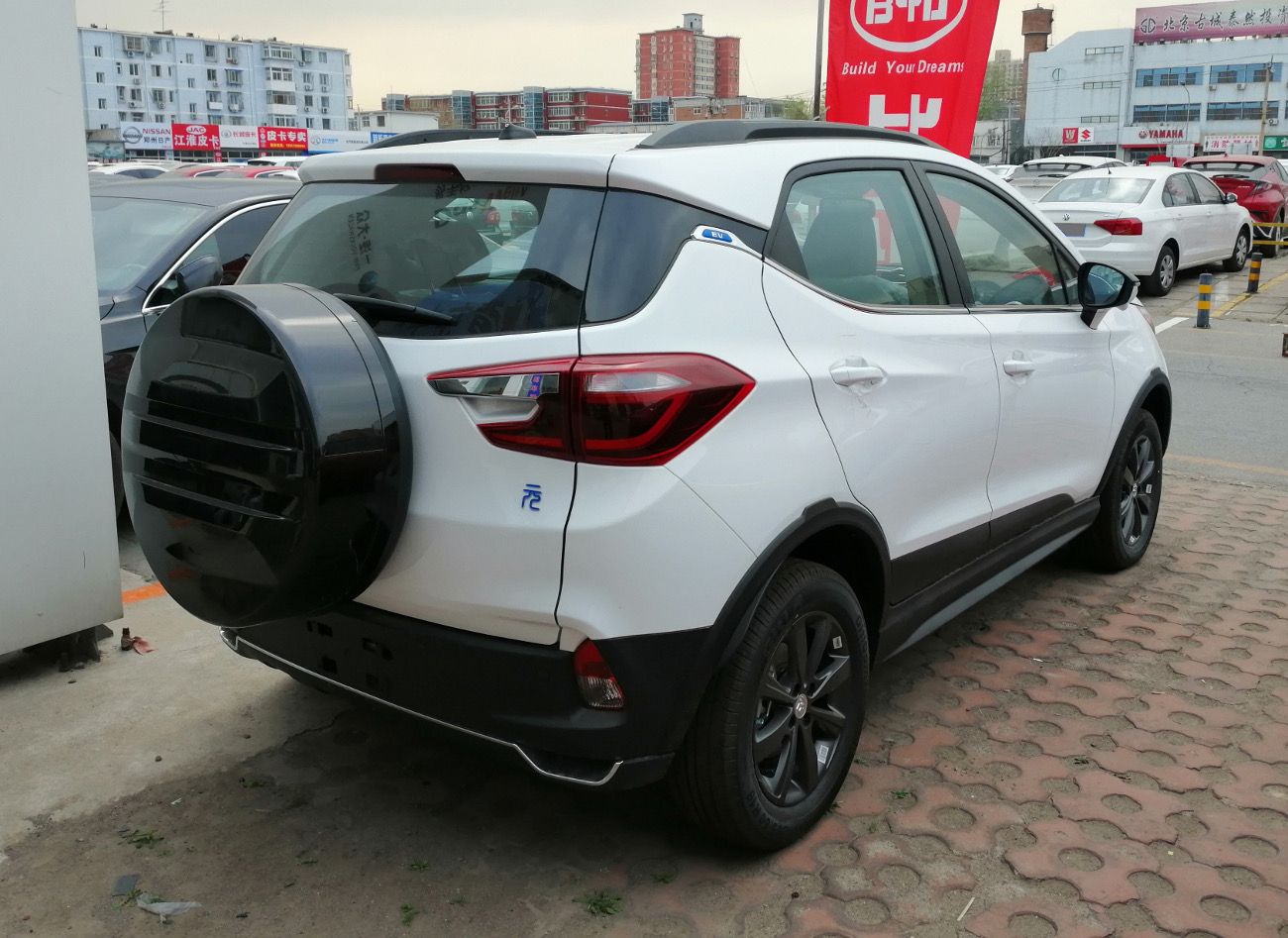
BYD Yuan mit Ersatzrad

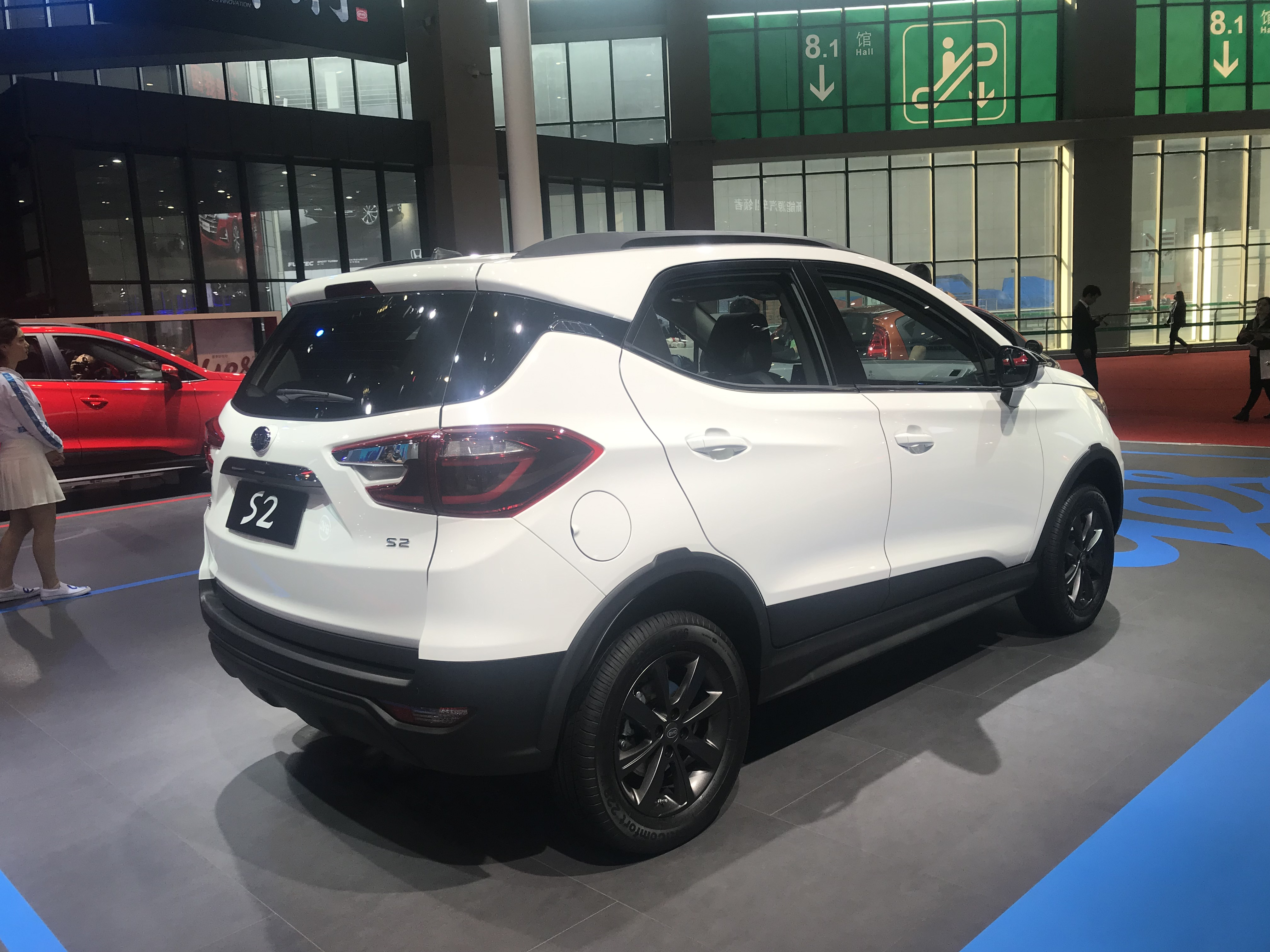
BYD S2 ohne Ersatzrad

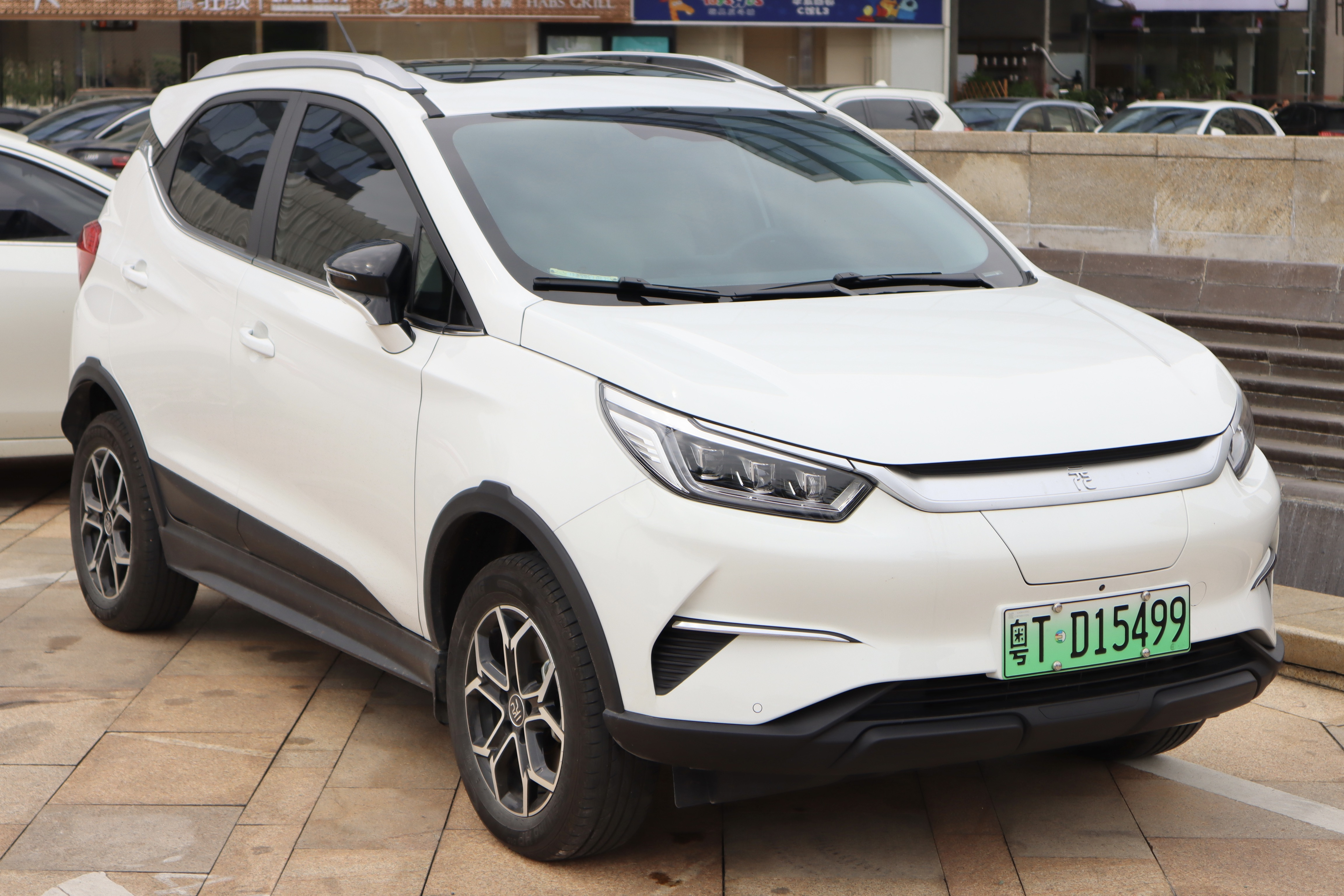
BYD Yuan Pro

Der BYD Yuan (chinesisch 元) ist ein Crossover-SUV des chinesischen Automobilherstellers BYD Auto, einer Tochtergesellschaft des BYD-Konzerns. Wenige Monate lang wurde das Fahrzeug 2019 auch ohne Ersatzrad am Heck als BYD S2 vermarktet. Auf anderen Märkten wie in Costa Rica oder Uruguay wurde der Wagen als BYD S1 vermarktet. Der BYD Yuan Pro mit einem Lithium-Eisenphosphat-Akkumulator war ab März 2021 erhältlich.

## Markteinführung
Das Fahrzeug wurde erstmals im April 2015 auf der Shanghai Auto Show vorgestellt. In China wurde es ab April 2016 verkauft. Ab Mai 2018 war auch eine elektrisch angetriebene Variante im Handel.
Optisch ähnelt der BYD Yuan dem Ford EcoSport der zweiten Generation. Benannt ist das Crossover-SUV nach der Yuan-Dynastie.

## Technische Daten
Die beiden zum Marktstart verfügbaren 1,5-Liter-Ottomotoren leisten wahlweise 80 kW (109 PS) oder 113 kW (154 PS). Die 2018 eingeführten Elektroversionen haben 70 kW (95 PS) oder 160 kW (218 PS). Im Frühjahr 2019 wurde eine neue batterieelektrische Version vorgestellt, die mit mehr Batteriekapazität und anderer Zell-Chemie ausgestattet ist.
| Kenngrößen                                           | Yuan 1.5                         | Yuan 1.5TID                      | Yuan EV360                  | Yuan EV360                  | Yuan EV535                  | Yuan EV535                  | Yuan Pro                    | Yuan Pro                    | Yuan Pro                    | Yuan Pro                    |
| ---------------------------------------------------- | -------------------------------- | -------------------------------- | --------------------------- | --------------------------- | --------------------------- | --------------------------- | --------------------------- | --------------------------- | --------------------------- | --------------------------- |
| Bauzeitraum                                          | 04/2016–2018                     | 04/2016–2018                     | 05/2018–03/2021             | 05/2018–03/2018             | 03/2019–03/2021             | 03/2019–03/2021             | 04/2023–12/2024             | 04/2023–12/2024             | 07/2021–04/2023             | 03/2021–04/2023             |
| Motorkenndaten                                       |                                  |                                  |                             |                             |                             |                             |                             |                             |                             |                             |
| Motortyp                                             | R4-Ottomotor                     | R4-Ottomotor                     | Elektromotor                | Elektromotor                | Elektromotor                | Elektromotor                | Elektromotor                | Elektromotor                | Elektromotor                | Elektromotor                |
| Hubraum                                              | 1497 cm³                         | 1497 cm³                         | —                           | —                           | —                           | —                           | —                           | —                           | —                           | —                           |
| max. Leistung                                        | 80 kW (109 PS) bei 5800/min      | 113 kW (154 PS) bei 5200/min     | 70 kW (95 PS)               | 160 kW (218 PS)             | 70 kW (95 PS)               | 120 kW (163 PS)             | 70 kW (95 PS)               | 70 kW (95 PS)               | 100 kW (136 PS)             | 100 kW (136 PS)             |
| max. Drehmoment                                      | 145 Nm bei 4800/min              | 240 Nm bei 1750–3500/min         | 180 Nm                      | 310 Nm                      | 180 Nm                      | 280 Nm                      | 180 Nm                      | 180 Nm                      | 210 Nm                      | 210 Nm                      |
| Kraftübertragung                                     |                                  |                                  |                             |                             |                             |                             |                             |                             |                             |                             |
| Antrieb, serienmäßig                                 | Vorderradantrieb                 | Vorderradantrieb                 | Vorderradantrieb            | Vorderradantrieb            | Vorderradantrieb            | Vorderradantrieb            | Vorderradantrieb            | Vorderradantrieb            | Vorderradantrieb            | Vorderradantrieb            |
| Getriebe, serienmäßig                                | 5-Gang-Schaltgetriebe            | 6-Stufen-Doppelkupplungsgetriebe | 1-Stufen-Reduktionsgetriebe | 1-Stufen-Reduktionsgetriebe | 1-Stufen-Reduktionsgetriebe | 1-Stufen-Reduktionsgetriebe | 1-Stufen-Reduktionsgetriebe | 1-Stufen-Reduktionsgetriebe | 1-Stufen-Reduktionsgetriebe | 1-Stufen-Reduktionsgetriebe |
| Getriebe, optional                                   | 6-Stufen-Doppelkupplungsgetriebe | —                                | —                           | —                           | —                           | —                           | —                           | —                           | —                           | —                           |
| Antriebsbatterie                                     |                                  |                                  |                             |                             |                             |                             |                             |                             |                             |                             |
| Zellchemie                                           | —                                | —                                | LFP                         | LFP                         | NMC                         | NMC                         | LFP                         | LFP                         | LFP                         | LFP                         |
| Energieinhalt                                        | —                                | —                                | 42,0 kWh                    | 43,2 kWh                    | 53,2 kWh                    | 53,2 kWh                    | 38,0 kWh                    | 47,0 kWh                    | 38,9 kWh                    | 50,1 kWh                    |
| Messwerte                                            |                                  |                                  |                             |                             |                             |                             |                             |                             |                             |                             |
| Höchstgeschwindigkeit                                | 165 km/h                         | 175 km/h                         | k. A.                       | k. A.                       | k. A.                       | k. A.                       | k. A.                       | k. A.                       | 101 km/h                    | 125 km/h                    |
| Beschleunigung, 0–100 km/h                           | k. A.                            | 10,8 s                           | k. A.                       | 9,1 s                       | k. A.                       | 8,6 s                       | k. A.                       | k. A.                       | k. A.                       | k. A.                       |
| Kraftstoff-/Energieverbrauch auf 100 km (kombiniert) | 5,9 l Super                      | 5,9 l Super                      | 13,6 kWh                    | 13,9 kWh                    | k. A.                       | k. A.                       | k. A.                       | k. A.                       | k. A.                       | k. A.                       |
| Tankinhalt                                           | 50 l                             | 50 l                             | —                           | —                           | —                           | —                           | —                           | —                           | —                           | —                           |
| elektrische Reichweite nach NEFZ                     | —                                | —                                | 305 km                      | 305 km                      | 410 km                      | 410 km                      | 320 km                      | 401 km                      | 301 km                      | 401 km                      |